# كونستانتين لاندا
كونستانتين لاندا (الروسية: Константин Ланда ؛ 22 مايو 1972 - أكتوبر 2022) معلم روسي في الشطرنج. شارك في بطولة الاتحاد الدولي العالمية للشطرنج 2004 وكأس بطولة الاتحاد الدولي العالمية للشطرنج 2007. في عام 2011 حصل على لقب مدرب الاتحاد الدولي للشطرنج الأول، أفضل نتائجه مشاركته في عدة بطولات تقاسم المركز الأول مع زاخار إيفيمينكو في فورث 2002 ، الأول في ترييستي 2005، الأول في بطولة ريجيو إميليا للشطرنج 2005/2006 ، أولًا في بطولة هوجسكول زيلاند 2011. في كأس الأندية الأوروبية ، لعب لاندا مع فريق لاديا آزوف الحائز على الميدالية الذهبية في عام 1997.